# Калькбреннер, Кристиан
Кристиан Калькбреннер (нем. Christian Kalkbrenner; 22 сентября 1755, Мюнден — 10 августа 1806, Париж) — немецкий композитор, пианист и скрипач. Придворный скрипач в Касселе. Член музыкальных академий Стокгольма и Болоньи. Отец Фридриха Калькбреннера.
Автор мессы и многих опер («Малабарская вдова», «Демократ» и пр.). Написал «Историю музыки» (фр. «Histoire de la musique», Париж, 1801).